# 組織暴力 兄弟盃
『組織暴力 兄弟盃』（そしきぼうりょく きょうだいさかずき）は、1969年9月6日に公開された日本の映画。監督は佐藤純彌、主演は菅原文太。『組織暴力』シリーズの事実上の最終作である。
本作のモデルの一人となっている浦上信之を、佐藤は1973年に制作した『実録 私設銀座警察』に登場させている。

## あらすじ
終戦直後に出会ってやくざとなった二人の復員兵。一人は「東京私設警察」を名乗って君臨し、もう一人は一匹狼として生きることとなる。

## スタッフ
- 監督：佐藤純彌
- 脚本：石松愛弘
- 原作：岩佐義人
- 企画：俊藤浩滋、吉田達
- 撮影：飯村雅彦
- 音楽：菊池俊輔
- 助監督：伊藤俊也
- 擬斗：日尾孝司
- 進行主任：坂本年文

## キャスト
- 木島直次郎：菅原文太
- 大場健二：安藤昇
- 津ヶ谷：待田京介
- 徳三：山城新伍
- 伸子：野添ひとみ
- 戸川：寺島達夫
- 加納輝正：内田朝雄
- 松木貞夫：名和宏
- 田所謙三：小松方正
- 絹子：岩本多代
- 入江：田口計
- 西山：穂積隆信
- 武上の若衆：室田日出男
- 桜田：沢彰謙
- 菊村：藤山浩二
- 館林：永井秀明
- 湯川：上田忠好
- 鉄：八名信夫
- 秋葉：植田灯孝
- 元倉：河合絃司
- 武上組組員：木川哲也
- 債権者：松本染升
- 松木組組員：三重街恒二
- 武上組組員：山之内修
- 合田：日尾孝司
- 佐伯：相原巨典
- 工場長：相馬剛三
- 松木組組員：土山登士幸
- 加納の秘書：桐島好夫
- ビヤホールの客：志摩栄
- 大場組組員：花田達
- 戸川組組員：亀山達也
- 刑事：岡野耕作
- 戸川組組員：久地明
- 大場組組員：小林稔侍
- 松木組組員：須賀良
- 大場組組員：宮内洋
- クリーニング屋：山田甲一
- パンスケ：安城由貴子、藤井まゆみ、谷本小代子
- 武上組組員：清見晃一
- 大場組組員：沢田浩二
- 戸川組組員：清水照夫
- 大場組組員：西本良治郎
- 松木組組員：高月忠、吉田一夫、石田信之、田代民夫
- 武上万造：渡辺文雄
- 大門伸作：嵐寛寿郎
- 和島太一郎：丹波哲郎

## 同時上映
『必殺 博奕打ち』
- 脚本：棚田吾郎 / 監督：佐伯清 / 主演：鶴田浩二
- 『博奕打ちシリーズ』第7作。